# Charles Nicolle

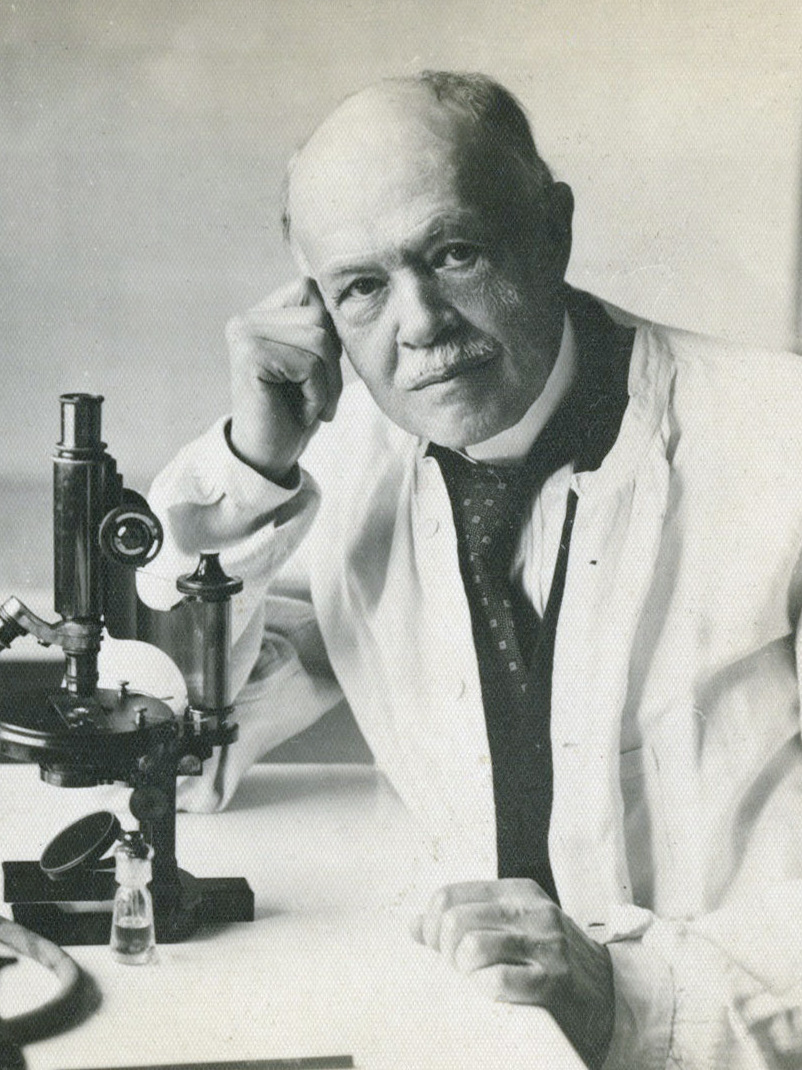
Charles Nicolle

Charles Jules Henri Nicolle (* 21. September 1866 in Rouen, Frankreich; † 28. Februar 1936 in Tunis, Tunesien) war ein französischer Arzt und Mikrobiologe. Nicolle lieferte wesentliche Arbeiten über Tuberkulose und Diphtherie. 1928 erhielt er den Nobelpreis für Physiologie oder Medizin für seine Arbeiten über Fleckfieber.

## Leben
Nicolle wurde als zweiter von drei Söhnen des französischen Arztes Eugène Nicolle in der nordfranzösischen Stadt Rouen geboren. Seine Mutter war die Tochter eines örtlichen Uhrmachers. Er besuchte das Lycée Corneille und begann nach seinem Schulabschluss gemeinsam mit seinem älteren Bruder Maurice an der Universität Rouen Medizin zu studieren. Nicolle wechselte nach Paris, wo er 1893 sein Studium abschloss und am „Pasteur-Institut“ bei Émile Roux mit einer bakteriologischen Arbeit über den Weichen Schanker promovierte. Nach Abschluss seines Studiums kehrte er nach Rouen zurück, wo er 1896 eine Professur für Innere Medizin erhielt und die Leitung des bakteriologischen Labors übernahm. 1903 wurde er als Direktor des Institut Pasteur in Tunis berufen. Diese Position hatte er bis zu seinem Tod inne. 1920 wurde er korrespondierendes und 1929 Mitglied (membre non résidant) der Académie des sciences.

## Familie
Nicolles älterer Bruder Maurice studierte ebenfalls Medizin. Er isolierte als erster den Erreger der Rinderpest. Sein jüngerer Bruder Marcel war ein Künstler, Museumskurator und Kunstkritiker. Charles Nicolle heiratete 1895 Alice Avice, mit der er zwei Kinder hatte.

## Forschung
Nicolle forschte über zahlreiche Infektionskrankheiten, unter anderem Grippe, Kala-Azar oder Scharlach. Neben der Anzüchtung verschiedener Erreger auf künstlichen Nährböden gelang es ihm, passive Immunisierungen gegen Masern durchzuführen. Nicolles Hauptverdienst war die Entdeckung bzw. der experimentelle Nachweis der Übertragung des Fleckfiebers durch Kleiderläuse. Er forschte hierfür mit Menschenaffen und ließ sich sogar selbst in einem Selbstversuch mit Fleckfieber infizieren. Für diese Arbeiten wurde er 1928 mit dem Nobelpreis für Physiologie oder Medizin ausgezeichnet.

## Publikationen (Auswahl)
- Naissance, vie et mort des maladies infectieuses. Alcan, Paris 1930.
- mit Robert Debré, René Leriche: L’expérimentation en médecine. Alcan, Paris 1934.
- Responsabilités de la médecine. Alcan, Paris 1935.
- Destin des maladies infectieuses. Alcan, Paris 1937.